# 海陽町
海陽町（日语：／ Kaiyō chō */?）是位於日本德島縣最南端的町，隸屬於海部郡。境內約90%的面積被山地覆蓋，海部川流經中部地區並往東注入太平洋，東南邊的海岸線地區則位於室戶阿南海岸國定公園的範圍內。國道55號、牟岐線與阿佐東線通過當地的城鎮中心。
2021年12月，總部設於海陽町的阿佐海岸鐵路在當地進行世界首次雙模式車輛（DMV）的營運，使當地成為鐵路迷的話題。

## 地理
海陽町的北部及西部為海拔約1000公尺以上的山區，包括貧田丸、湯桶丸、鰻轟山等山岳。靠近南部邊界的宍喰川則由東向西流並注入太平洋。淺川地區的東端為德島縣內最大的鹹水湖海老池。

### 氣候
海陽町整體氣候溫暖多雨，屬於海洋性氣候。2021年當地的年均溫為16.8度，年降雨量則約3800毫米。夏季與秋季則常受到梅雨和颱風侵襲。

## 歷史
海陽町在室町時代是林業與海運相當盛行的地區，當地的船隻時常在神戶和海陽之間往返。根據東大寺的史料記載，1445年海陽籍的船隻駛入兵庫港口的船舶數為四國第一，在日本全國則排名第十。

### 年表
- 1889年10月1日：實施町村制，現在的轄區在當時分屬：海部郡淺川村、川東村、川上村、川西村、鞆奧村、宍喰村。
- 1923年1月1日：鞆奧村改制為鞆奧町。
- 1924年4月10日：宍喰村改至為宍喰町。
- 1955年3月31日：
  - 淺川村、川東村、川上村合併為海部町。
  - 鞆奧町和川西村合併為海南町。
- 2006年3月31日：海南町、海部町、宍喰町合并為海陽町。

### 變遷表
| 1989年10月1日 | 1889年～1926年       | 1926年～1954年       | 1955年～1989年       | 1989年～現在         | 現在                 |
| ------------- | -------------------- | -------------------- | -------------------- | -------------------- | -------------------- |
| 淺川村        | 淺川村               | 淺川村               | 1955年3月31日 海部町 | 2006年3月31日 海陽町 | 2006年3月31日 海陽町 |
| 川東村        |                      |                      | 1955年3月31日 海部町 | 2006年3月31日 海陽町 | 2006年3月31日 海陽町 |
| 川上村        |                      |                      | 1955年3月31日 海部町 | 2006年3月31日 海陽町 | 2006年3月31日 海陽町 |
| 川西村        | 川西村               | 川西村               | 1955年3月31日 海南町 | 2006年3月31日 海陽町 | 2006年3月31日 海陽町 |
| 鞆奧村        | 1923年1月1日 鞆奧町  | 1923年1月1日 鞆奧町  | 1955年3月31日 海南町 | 2006年3月31日 海陽町 | 2006年3月31日 海陽町 |
| 宍喰村        | 1924年4月10日 宍喰町 | 1924年4月10日 宍喰町 | 1924年4月10日 宍喰町 | 2006年3月31日 海陽町 | 2006年3月31日 海陽町 |

## 交通

### 鐵路
- 四國旅客鐵道
  - 牟岐線：（牟岐町） - 鯖瀨站 - 淺川站 - 阿波海南站
- 阿佐海岸鐵道
  - 阿佐東線：阿波海南號誌站 - 海部站 - 宍喰站 -（高知縣東洋町）

|  |  |

## 觀光資源

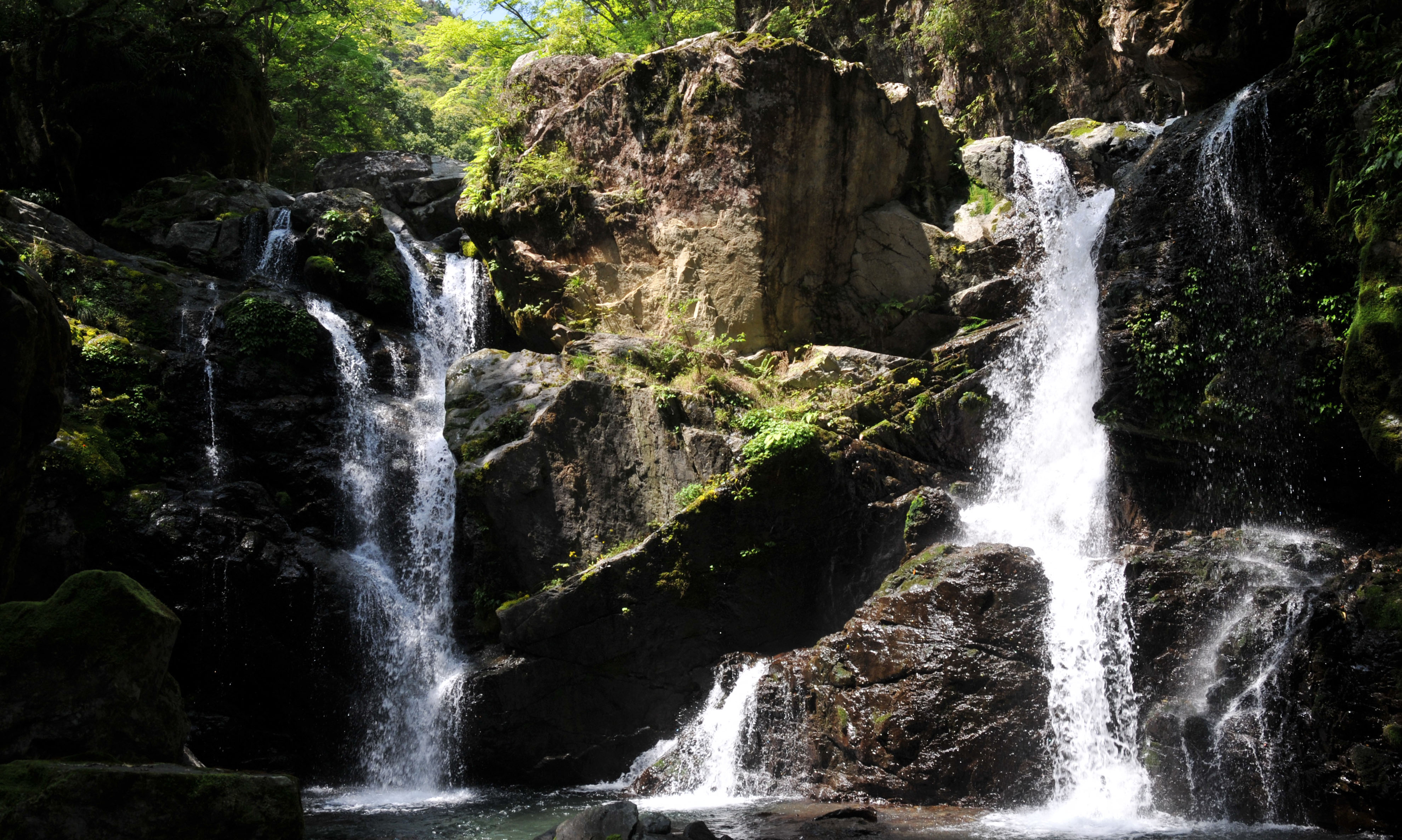
九十九瀑布 - 二重瀑布

- 八坂寺
- 大里松原海岸：日本白砂青松百選之一
- 大砂海水浴場：快水浴場百選之一
- 轟九十九瀑布：日本瀑布百選之一

## 教育
高等學校
- 德島縣立海部高等學校

## 本地出身之名人
- 上田利治：前職業棒球選手、現為教練
- 尾崎將司：前職業棒球選手
- 川島郭志：職業拳擊選手、前世界拳擊理事會超級蠅量級拳王
- 濱內千波：料理研究家
- 吉田テフ子：作詞家
- 森唯斗：現役職業棒球選手

## 外部連結
- （日語） 海陽町觀光協會 （页面存档备份，存于）